# Susanne Losch

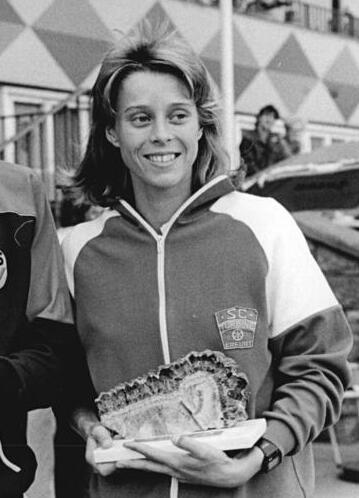
Susanne Losch (1989)

Susanne Losch (* 12. Februar 1966 in Erfurt) ist eine ehemalige deutsche Leichtathletin, welche sich auf den 400-Meter-Hürdenlauf spezialisiert hatte. Sie ist DDR-Meisterin in der 4-mal-400-Meter-Staffel und nahm 1988 an den Olympischen Spielen teil.

## Karriere
Bei den DDR-Meisterschaften 1985 gewann sie mit der Mannschaft vom SC Turbine Erfurt den DDR-Meistertitel in der 4-mal-400-Meter-Staffel und bei den DDR-Meisterschaften 1987 und 1988 jeweils die Bronzemedaille. Vom Nationalen Olympischen Komitee der DDR wurde sie für die Olympischen Spiele 1988 in Seoul nominiert und startete dort im 400-Meter-Hürdenlauf. Sie erreichte das Halbfinale und schied in diesem aus.